# Bureau international permanent de la paix
Il Bureau international permanent de la paix è la più antica associazione umanitaria mondiale per la diffusione dell'idea del pacifismo, vincitrice del Premio Nobel per la pace nel 1910.

## Storia
L'associazione venne fondata a seguito di una risoluzione successiva al III Congresso Universale per la Pace, organizzato a Roma nel 1891. Il fondatore, e primo presidente, fu il Premio Nobel Fredrik Bajer.
La sede venne scelta in Svizzera, Stato neutrale, nella sua capitale Berna, con il compito di fungere da centro amministrativo e coordinativo delle filiali sparse nel mondo.